# Арсеній (Кардамакіс)
Митрополіт Арсеній (грец. Μητροπολίτης Ἀρσένιος, у світі Арсеніос Кардамакіс, грец. Ἀρσένιος Καρδαμάκης ; 31 жовтня 1973, Іракліон, Крит, Греція) — єпископ Константинопольського патріархату, митрополит Австрійський, іпертим і екзарх Угорщини та Центральної Європи.

## Біографія
Народився 31 жовтня 1973 року в місті Іракліоні на Криті, в Греції.
1991 року закінчив Різарійську богословську школу в Афінах, а 1997 року закінчив богословський інститут Афінського університету.
9 серпня 1998 року на Криті висвячений у сан диякона . З 1999 року служив у Німецькій митрополії.
У 2002 році закінчив Університет Марка Блоха у Страсбурзі з дипломом магістра канонічного права.
17 січня 2002 року в Німеччині висвячений на сан ієрея, після чого проходив служіння в місті Карлсруе.
У 2004 році переведений до кафедрального собору Галльської митрополії, де виконував посаду протосинкелла, а з 2005 року був секретарем Всесвітньої ради церков у Франції.
У 2011 році отримав докторський ступінь у галузі канонічного права в Університеті Страсбурга .
3 листопада 2011 року Священним Синодом Константинопольського Патріархату обраний митрополитом Австрійським, у зв'язку з чим залишив посаду пост протосинкелла (генерального вікарію) Галльської митрополії.
30 листопада 2011 року в Георгіївському кафедральному соборі в Стамбулі хіротонізований на єпископа Австрійського. Хіротонію здійснили: Патріарх Константинопольський Варфоломій, Митрополит Карпафскій і Касскій Амвросій (Панайотідіс), митрополит Пергамський Іоанн (Зізіулас), митрополит Прінкіпоніській Яків (Софроніадіс), митрополит Філадельфійський Мелітон (Карас), митрополит Севастійський Димитрій (Комматас), митрополит Ієрапітнійскій і Сітійський Євгеній (Політіс), митрополит Галльський Еммануїл (Адамакіс), митрополит Сан-Франциський Герасим (Міхаліас), митрополит Родоський Кирило (Койєракіс), митрополит Рефимнійський та Авлопотамський Євген (Антонопулос). На хіротонії як представник Єпископської конференції Австрії взяв участь архієпископ Зальцбурга Алоїз Котгассер, а також католицький кардинал Крістоф Шенборн .
Офіційна інтронізація відбулася 4 грудня 2011 року у Троїцькому соборі у Відні .
У лютому 2015 року, серед десяти інших кліриків Константинопольського патріархату, отримав турецьке громадянство, що дозволяє брати участь у виборах патріарха Константинопольського.
Крім грецької, володіє французькою, англійською та німецькою мовами.